# Égi háború (Anthony Horowitz)
Anthony Horowitz fantasy sorozatának második része. 2006. április 2-án adták ki.
Az ötök ereje sorozat részei:
- Hollókapu
- Égi háború
- Leszáll az éj
- Necropolis (magyarul még nem jelent meg)

## Cselekmény
|  | Alább a cselekmény részletei következnek! |

A könyv elején Gwenda Davis lakásában találjuk magunkat. Gwenda megölte a férjét, hallucinál, és azt képzeli a TV-beli Szerencsekerék műsorvezetőjével beszél. Némileg megbolondult. A műsorvezető elhiteti vele, hogy meg kell ölnie Matt-et. Gwenda elindult Londonból Yorkba.
Ezután megismerjük Matt hétköznapjait. A fiú még mindig Richardnál lakik. Sokat álmodik. Szinte mindig arról, hogy áll egy folyóparton, s a másik parton még négyen. Három fiú, és egy lány. Az egyik fiú el akar hozzá csónakázni, de egy mindig egy madár majdnem megöli Mattet, így felébred, s az álomnak vége. Richard kapott állást egy yorki újságosnál, azonban sokat kell utaznia a munkájához. Matt egy helyi elit iskolába jár. Gazdag, és bunkó gyerekek társaságában. A tanárok nem igazán kedvelik. A társai piszkálják. Egy nap a Nexus két tagja - Fabian és Susan Ashwood - meglátogatja Mattet. Elmondják neki, hogy létezik egy másik kapu, Peruban. De van egy napló, melyben Cordobai József leírja az Öregek történetét. De a napló egy angol üzletember birtokában van, és csak úgy adja el a Nexusnak, ha Matt megy el érte. Különben a másik vevőnek, a perui Salamandának adja el. Fabian és Susan Matt segítségét kérik, de Ő visszautasítja őket.
Eközben Gwenda egy benzint szállító kamionra kéredzkedik fel. A sofőrt leüti, és teljes sebességgel Matt felé autózik. Matt ezalatt egy újabb napját éli a gimnáziumban. Azonban ez nem olyan, mint a többi. Egész nap egy jelenetet "lát", mikor egy tartálykocsi belerohan az iskolába, és felrobban mindenkivel együtt. Egy alkalommal nagyon közelinek érzi az eseményt, és megnyomja a tűzjelzőt. Mindenki elmegy a közeli pályára, és pillanatok múlva egy Shell tartálykocsi (a volánnál Gwendával) belerobog az épületbe, és az felrobban…
Másnap már Richard és Matt a London felé tartó vonaton ült. Matt rájött, hogy nem akadályozhatja meg a sorsát. A Nexus elmondja mit kell neki csinálnia, és másnap létrejön a találkozó az üzletemberrel (Wiliam Mortonnal). Morton csak annyit kér tőle, hogy egy ajtó mögül hozzon ki valamit. Bármit, csak hozzon ki valamit, ezzel bebizonyítja, hogy Ő az Ötök egyike. Matt bemegy, és egy spanyol kolostorban találja magát. Letép egy virágot, és visszamegy a találkozóra. Újra London. De Morton meghalt. Valaki megölte, és elvette tőle a naplót.
Matt úgy dönt elmegy Peruba, és megkeresi a második kaput. A repülőről leszállva egy hotelbe kellene menniük, de félúton megtámadják őket, és Richardot elviszik. Matt el tud futni. Nemsokára megtalálja egy limai fiú, Pedro segítsége. Együtt elmennek a hotelbe, ahol a rendőrök támadják meg őket. El tudnak menekülni. Pedro "otthonába", a perui nyomornegyedbe, a Méregvárosba mennek. Ott Matt megismerkedik egy ottani vezetővel, Sebastiannal. Ő úgy döntött segít neki, és elviszi őket Salamanda farmjára. Éjjel visszatér Matt álma, azonban most a fiú, aki át akar hozzá menni, el is jut. Matt felismeri, Ő Pedro. Beszélgetnek. A való életben ugyan nem értik egymást, de álmukban igen. Matt elmondja a történetét. Rájönnek, hogy Pedro is az Ötök egyike. Másnap elbuszoznak Salamandához. De Sebastian nem tart velük. Csak ketten vannak…
Salamandánál nem tudnak meg sokat. Csak hogy "pozícióba kell állítani a hattyút". Azonban Salamanda el kapja őket. Csak úgy tudnak elmenekülni, hogy egy ember (aki ott volt azok között akik elfogták Richarodot) beront a kapun, és kivisz őket. Azonban halálos sebeket kap, és csak annyit tud nekik mondani, hogy el kell menniük Cuczoba. Elvonatoznak oda. Elmennek a Coricancha-templomba, mert aki segített nekik (Micos) ezt kérte tőlük. Ott találkoznak egy Atoc nevű emberrel, aki szintén ott volt Richard elrablásánál. Ő megmenekíti őket a rendőrök karmaiból, és elhelikoptereznek a hegyekbe. Ott felgyalogolnak egy kis hegyoldali faluba, ahol - mint kiderül - ősi inkák élnek. Ott van Richard is. Az inkák elviszik négyüket (Matt, Pedro, Richard és Atoc) Chambers professzorhoz, aki a Nazca-vonalaknál él.
Ő mesél neki a Nazca-vonalakról. Tanácskoznak, és arra jutnak, hogy a Nazca-vonalak a zár, ami a kaput tartja. Tehát a Nazca-vonalak egy hatalmas időzár, ami csak egy időben nyílik ki. És aznap este, amikor a kapu Cordobai József szerint kinyílik másnap este lesz. Rájönnek, hogy minden csillag egymás után lesz, kivéve egyet, a Hattyút. Ezt helyettesíti Salamanda egy hattyúval, egy műholddal. Így a kapu kinyílhat. De meg akarják akadályozni!
Elmennek az irányítóközpontba. De sok őr őrzi. Azonban az inka hadsereg Matték oldalán áll! Megtámadják a központot. Matt odabent találkozik Fabiannal, a Nexus egy tagjával, aki mint kiderül áruló. Megölik, de az ezüsthattyút nem onnan irányítják, hanem egy hordozható irányítóközponttal, ami Salamandával van. Elrepülnek hozzá Salamanda helikopterével. De csak Pedro, Matt és Atoc fér be. A helikopter lezuhan, Atoc meghal és Pedro megsebesül. Matt közben éri magában a hatalmas erőt, az Ötök erejét. Odamegy Salamandához, és megsemmisíti az irányítót, de már későn. Salamanda kilőtt egy golyót Matt felé, de az megállította és visszafordította. Salamanda meghalt. Azonban a csillagok összeálltak és a zár kinyílt. Az Öregek életre keltek! Matt megtámadta őket, de nem tudott győzni. Pedro is megérkezett, de ketten is kevesen voltak. Az Öregek elmentek, sebesülten, de kiszabadulva. Matt a halálán van. Kórházba viszik. De Pedro bemegy hozzá, és rájön, hogy miben rejlik saját ereje. Ő a gyógyító… Meggyógyítja Mattet. De az öregek kiszabadultak, és nemsokára elkezdik pusztításukat…
|  | Itt a vége a cselekmény részletezésének! |

## Szereplők

### Főszereplők
- Matthew Freeman (Matt)
- Pedro
- Salamanda †

### Mellékszereplők
- Richard Cole
- Gvenda Davis †
- Mr. Fabian †
- Susan Ashwood
- Wiliam Morton †
- Sebastian
- Atoc †
- Micos †

## Magyarul
- Égi háború; ford. Pék Zoltán; Animus, Bp., 2007 (Tini krimik)